# Ariarido
Ariarido (Ariarith) foi um oficial de guarda bizantino (armígero) do século VI, ativo no reinado do imperador Justiniano (r. 527–565). Sob João Troglita, participou na expedição do inverno de 546/7 que causou a derrota do líder berber Antalas. No verão de 547, ele e Zíper instigaram Troglita a lutar na desastrosa Batalha de Marta, onde participou ao lado de Bulmitzis, Dorotis e João. Ele foi morto durante o combate.